# 엽표행동
"엽표행동"(獵豹行動, Cheetah On Fire)은 홍콩에서 제작된 엽성강 감독의 1992년 액션 영화이다. 견자단 등이 주연으로 출연하였고 서발 등이 제작에 참여하였다.

## 출연

### 주연
- 견자단
- 오가려

### 조연
- 장민
- 관례걸
- 나데키 후지미
- 성규안
- 마이클 우즈
- 존 살비티
- 유가휘
- 노혜광
- 고웅
- 전청
- 주철화
- 양가인
- 용생
- 담진동
- 서발
- 마크 호튼
- 카리
- 풍위륜
- 윤상림
- 금강
- 비비안 펑
- 곽득신
- 악효흔
- 장가준
- 초인
- 채현장

## 제작진
- 출품인: 진휘
- 출품인: 서발
- 프로듀서: 오정봉
- 프로듀서: 양연산
- 프로듀서: 임달의
- 조명: 맥영득
- 조감독: 정자량
- 조감독: 공헌붕
- 미술: 고패의
- 분장: 구양숙란
- 헤어: 황복지
- 의상: 고혜명
- 무술감독: 담진동
- 무술감독: 용생
- 무술감독: 서발
- 무술감독: 채현장

## 개봉
엽표행동은 1992년 홍콩에서 처음 개봉되었다. 대한민국에서는 1992년 12월 12일 개봉하였다. 필리핀에서 이 영화는 1992년 11월 12일 Fight to Survive라는 제목으로 개봉하였다.